# Riang Bura
Riang Bura is een bestuurslaag in het regentschap Flores Timur van de provincie Oost-Nusa Tenggara, Indonesië. Riang Bura telt 678 inwoners (volkstelling 2010).